# Brigitte McMahon
Brigitte McMahon-Huber (* 25. März 1967 in Baar, Kanton Zug) ist eine ehemalige Schweizer Triathletin. Sie ist Schweizermeisterin Duathlon (2004), Triathlon-Mitteldistanz (2014) und Olympiasiegerin sowie Sportlerin des Jahres 2000.

## Werdegang
Brigitte McMahon studierte bis 1991 Biochemie an der ETH Zürich und war in den Folgejahren als wissenschaftliche Mitarbeiterin an der Universität Zürich sowie auf Hawaii tätig.
Im September 2011 wurde sie mit ihrem Fahrrad in einen Verkehrsunfall verwickelt und dabei verletzt.
Sie ist als Lehrerin tätig, unter anderem an der Kantonsschule Kollegium Schwyz. Ausserdem bietet sie Coaching im Bereich Trainingsplanung und Trainingsbegleitung für Firmen und private Kunden an.

## Sportliche Karriere
1990 wurde sie Schweizermeisterin im Schwimmen über 100 und 200 Meter Rücken. Ab 1999 startete McMahon als Profi-Triathletin.

### Olympiasiegerin Triathlon 2000
Am 16. September 2000 gewann sie bei den Olympischen Sommerspielen von Sydney die Goldmedaille beim ersten olympischen Triathlon der Frauen und wurde als Schweizer Sportlerin des Jahres geehrt. Im Februar 2003 kam ihre dritte Tochter zur Welt.
Bei den Olympischen Sommerspielen in Athen kam sie 2004 als Zehnte ins Ziel. 2004 wurde sie zudem Schweizermeisterin Duathlon.

### Dopingsperre 2005
McMahon wurde im Juni 2005 positiv auf das Dopingmittel EPO getestet und aus der Nationalmannschaft ausgeschlossen. Sie gab den Konsum zu und es wurde eine zweijährige Sperre gegen sie verhängt. Brigitte McMahon trat darauf mit sofortiger Wirkung zurück.

### Sportliche Erfolge seit 2008
In Kitzbühel wurde sie im Juni 2014 in der Altersklasse 45–49 Triathlon-Europameisterin sowohl auf der Sprintdistanz als auch der olympischen Kurzdistanz. Bei den Schweizer Meisterschaften konnte sie sich im September in Locarno den Titel auf der Mitteldistanz sichern.
Im Juli 2015 wurde sie in Genf Vizeeuropameisterin auf der Triathlon-Sprintdistanz (0,75 km Schwimmen, 20 km Radfahren und 5 km Laufen). Im Mai 2016 wurde sie In Lissabon Europameisterin auf der Sprintdistanz in der AG 45–49.
Im September 2017 wurde die 50-Jährige in Rotterdam Triathlon-Weltmeisterin der Altersklasse 50–54.
Im August 2021 gewann die 54-Jährige ihre Altersklasse und wurde Dritte auf der Langdistanz (3,86 km Schwimmen, 180,2 km Radfahren und 42,195 km Laufen) in der Gesamtwertung der Frauen beim Ironman Germany, bei dem keine Profiathletinnen am Start waren.
Seit 2021 tritt Brigitte McMahon nicht mehr international in Erscheinung.

## Sportliche Erfolge
| Datum/Jahr    | Rang | Wettbewerb                                                | Austragungsort | Zeit     | Bemerkung                                                                                          |
| ------------- | ---- | --------------------------------------------------------- | -------------- | -------- | -------------------------------------------------------------------------------------------------- |
| 1. Sep. 2019  | 2    | ITU Triathlon World Championship 50–54                    | Lausanne       | 02:25:22 | ITU-Vizeweltmeisterin Triathlon Altersklasse 50–54; hinter der US-Amerikanerin Adrienne Leblanc    |
| 1. Juli 2018  | 1    | URI Triathlon                                             | Seedorf        | 01:57:52 | 1,5 km Schwimmen, 37 km Radfahren, 10 km Laufen                                                    |
| 16. Sep. 2017 | 1    | ITU Triathlon World Championship 50–54                    | Rotterdam      | 02:15:32 | ITU-Weltmeisterin Triathlon Altersklasse 50–54                                                     |
| 27. Mai 2016  | 1    | ETU Sprint Distance Triathlon European Championship 45–49 | Lissabon       | 01:08:04 | ETU-Europameisterin Sprintdistanz in der AG 45–49                                                  |
| 10. Juli 2015 | 2    | ETU Sprint Distance Triathlon European Championships      | Genf           | 01:12:52 | Vizeeuropameisterin Sprintdistanz                                                                  |
| 7. Sep. 2014  | 1    | Schweizer Triathlon-Meisterschaften Mitteldistanz         | Locarno        | 04:19:28 | [ 7 ]                                                                                              |
| 20. Juni 2014 | 1    | ETU Short Distance Triathlon European Championship 45–49  | Kitzbühel      | 02:22:02 | Europameisterin olympische Distanz in der Altersklasse 45–49                                       |
| 20. Juni 2014 | 1    | ETU Sprint Distance Triathlon European Championship 45–49 | Kitzbühel      | 01:14:29 | Europameisterin Sprintdistanz in der Altersklasse 45–49                                            |
| 25. Aug. 2004 | 10   | Olympische Sommerspiele 2004                              | Athen          | 02:07:07 | hinter der Siegerin Kate Allen aus Österreich                                                      |
| 7. Dez. 2003  | 23   | ITU Triathlon Short Distance World Championship           | Queenstown     | 02:11:46 | hinter der Siegerin Emma Snowsill                                                                  |
| 2001          | 6    | Goodwill Games                                            | Brisbane       | 02:04:03 | [ 8 ]                                                                                              |
| 16. Sep. 2000 | 1    | Olympische Sommerspiele 2000                              | Sydney         | 02:00:40 | Olympiasiegerin                                                                                    |
| 12. Aug. 2000 | 2    | ITU Triathlon World Cup                                   | Lausanne       | 02:05:58 | |
| 11. Sep. 1999 | 41   | ITU Triathlon Short Distance World Championships          | Montreal       | 02:01:16 | Weltmeisterschaft auf der olympischen Distanz (1,5 km Schwimmen, 40 km Radfahren und 10 km Laufen) |
| 26. Juli 1998 | 9    | ITU Triathlon World Cup                                   | Frankfurt      | 02:01:57 | |

| Datum/Jahr    | Rang | Wettbewerb      | Austragungsort    | Zeit     | Bemerkung                      |
| ------------- | ---- | --------------- | ----------------- | -------- | ------------------------------ |
| 15. Aug. 2021 | 3    | Ironman Germany | Frankfurt am Main | 10:07:42 | Ironman European Championships |

| Datum/Jahr | Rang | Wettbewerb                         | Austragungsort | Zeit | Bemerkung                   |
| ---------- | ---- | ---------------------------------- | -------------- | ---- | --------------------------- |
| 2004       | 1    | Schweizer Duathlon-Meisterschaften | Zofingen       |      | Schweizermeisterin Duathlon |